# Автогонщик
Автого́нщик — спортсмен, який бере участь в офіційних змаганнях з автомобільного спорту і є володарем ліцензії водія ФІА, котра видана уповноваженою національною або міжнародною організацією, яка є органом спортивної влади в галузі автоспорту.
Автогонщик зобов'язаний знати та виконувати вимоги НСК ФІА та національних спортивних федерацій, а також виконувати вимоги регламентів змагань.
Зазвичай автогонщики спеціалізуються і вдосконалюються в певній дисципліні автоспорту. Хоча відома значна кількість прикладів, коли автогонщик досягає значних успіхів у двох або декількох дисциплінах автомобільного спорту. Особливо це явище набуло поширення у національних чемпіонатах з автоспорту.
Наприклад, український автогонщик Олександр Салюк неодноразово виборював чемпіонські титули в чемпіонатах України з ралі, автокросу та кільцевих перегонів.